# Puclice
Puclice är en ort i Tjeckien.   Den ligger i regionen Plzeň, i den västra delen av landet, 120 km sydväst om huvudstaden Prag. Puclice ligger 402 meter över havet och antalet invånare är 334.
Terrängen runt Puclice är platt. Runt Puclice är det ganska tätbefolkat, med 134 invånare per kvadratkilometer. Närmaste större samhälle är Domažlice, 14,1 km sydväst om Puclice. Trakten runt Puclice består till största delen av jordbruksmark.